# E-Prix de Ciudad de México de 2016
El e-Prix de Ciudad de México de 2016 (oficialmente, 2015-16 FIA Formula E Ciudad de México e-Prix) fue una carrera de monoplazas eléctricos del campeonato de la FIA de Fórmula E que transcurrió el 12 de marzo de 2016 en el Autódromo Hermanos Rodríguez en Ciudad de México, México.
La categoría se realiza desde la temporada 2014-15, y esta edición fue la primera carrera realizada en un autódromo, ya que hasta el momento se habían hecho dentro de circuitos callejeros.

## Entrenamientos libres

### Primeros libres
| Pos. | N.º | Piloto                 | Equipo           | Tiempo   | Diferencia | Vueltas |
| ---- | --- | ---------------------- | ---------------- | -------- | ---------- | ------- |
| 1    | 9   | Sébastien Buemi        | Renault e.Dams   | 1:03.995 |            | 29      |
| 2    | 6   | Loïc Duval             | Dragon Racing    | 1:04.362 | +0.367     | 28      |
| 3    | 88  | Oliver Turvey          | NEXTEV TCR       | 1:05.067 | +1.072     | 30      |
| 4    | 8   | Nicolas Prost          | Renault e.Dams   | 1:05.149 | +1.154     | 28      |
| 5    | 66  | Daniel Abt             | Audi Sport ABT   | 1:05.188 | +1.193     | 26      |
| 6    | 7   | Jérôme d'Ambrosio      | Dragon Racing    | 1:05.257 | +1.262     | 30      |
| 7    | 4   | Stéphane Sarrazin      | Venturi          | 1:05.273 | +1.278     | 30      |
| 8    | 23  | Nick Heidfeld          | Mahindra Racing  | 1:05.274 | +1.279     | 24      |
| 9    | 11  | Lucas di Grassi        | Audi Sport ABT   | 1:05.287 | +1.292     | 22      |
| 10   | 12  | Mike Conway            | Venturi          | 1:05.388 | +1.393     | 28      |
| 11   | 1   | Nelson Piquet, Jr.     | NEXTEV TCR       | 1:05.406 | +1.411     | 31      |
| 12   | 55  | António Félix da Costa | Team Aguri       | 1:05.465 | +1.470     | 16      |
| 13   | 25  | Jean-Éric Vergne       | DS Virgin Racing | 1:05.681 | +1.686     | 18      |
| 14   | 21  | Bruno Senna            | Mahindra Racing  | 1:05.817 | +1.822     | 27      |
| 15   | 77  | Salvador Duran         | Team Aguri       | 1:05.944 | +1.949     | 31      |
| 16   | 2   | Sam Bird               | DS Virgin Racing | 1:05.994 | +1.999     | 26      |
| 17   | 27  | Robin Frijns           | Andretti         | 1:06.051 | +2.056     | 20      |
| 18   | 28  | Simona de Silvestro    | Andretti         | 1:06.289 | +2.294     | 21      |

### Segundos libres
| Pos. | N.º | Piloto                 | Equipo           | Tiempo   | Diferencia | Vueltas |
| ---- | --- | ---------------------- | ---------------- | -------- | ---------- | ------- |
| 1    | 9   | Sébastien Buemi        | Renault e.Dams   | 1:03.341 |            | 21      |
| 2    | 66  | Daniel Abt             | Audi Sport ABT   | 1:03.599 | +0.258     | 14      |
| 3    | 11  | Lucas di Grassi        | Audi Sport ABT   | 1:03.748 | +0.407     | 15      |
| 4    | 8   | Nicolas Prost          | Renault e.Dams   | 1:03.818 | +0.477     | 21      |
| 5    | 12  | Mike Conway            | Venturi          | 1:03.910 | +0.569     | 23      |
| 6    | 88  | Oliver Turvey          | NEXTEV TCR       | 1:03.964 | +0.623     | 16      |
| 7    | 7   | Jérôme d'Ambrosio      | Dragon Racing    | 1:04.201 | +0.860     | 16      |
| 8    | 4   | Stéphane Sarrazin      | Venturi          | 1:04.244 | +0.903     | 14      |
| 9    | 25  | Jean-Éric Vergne       | DS Virgin Racing | 1:04.605 | +1.264     | 19      |
| 10   | 1   | Nelson Piquet, Jr.     | NEXTEV TCR       | 1:04.620 | +1.279     | 15      |
| 11   | 21  | Bruno Senna            | Mahindra Racing  | 1:04.648 | +1.307     | 19      |
| 12   | 23  | Nick Heidfeld          | Mahindra Racing  | 1:04.701 | +1.360     | 13      |
| 13   | 27  | Robin Frijns           | Andretti         | 1:04.706 | +1.365     | 13      |
| 14   | 6   | Loïc Duval             | Dragon Racing    | 1:04.897 | +1.556     | 18      |
| 15   | 2   | Sam Bird               | DS Virgin Racing | 1:04.900 | +1.559     | 17      |
| 16   | 28  | Simona de Silvestro    | Andretti         | 1:05.275 | +1.934     | 19      |
| 17   | 55  | António Félix da Costa | Team Aguri       | 1:05.446 | +2.105     | 4       |
| 18   | 77  | Salvador Duran         | Team Aguri       | 1:05.614 | +2.273     | 5       |

## Clasificación

### Resultados
| Pos. | N.º | Piloto                 | Equipo           | Tiempo     | Diferencia | P. |
| ---- | --- | ---------------------- | ---------------- | ---------- | ---------- | -- |
| 1    | 9   | Sébastien Buemi        | Renault e.Dams   | 1:03.667   |            | ?* |
| 2    | 8   | Nicolas Prost          | Renault e.Dams   | 1:03.877   | +0.210     | ?* |
| 3    | 11  | Lucas di Grassi        | Audi Sport ABT   | 1:03.990   | +0.323     | ?* |
| 4    | 7   | Jérôme d'Ambrosio      | Dragon Racing    | 1:03.992   | +0.325     | ?* |
| 5    | 66  | Daniel Abt             | Audi Sport ABT   | 1:04.077   | +0.410     | ?* |
| 6    | 25  | Jean-Éric Vergne       | DS Virgin Racing | 1:04.268   | +0.601     | 6  |
| 7    | 55  | António Félix da Costa | Team Aguri       | 1:04.371   | +0.704     | 7  |
| 8    | 6   | Loïc Duval             | Dragon Racing    | 1:04.492   | +0.825     | 8  |
| 9    | 23  | Nick Heidfeld          | Mahindra Racing  | 1:04.523   | +0.856     | 9  |
| 10   | 4   | Stéphane Sarrazin      | Venturi          | 1:04.583   | +0.916     | 10 |
| 11   | 2   | Sam Bird               | DS Virgin Racing | 1:04.594   | +0.927     | 11 |
| 12   | 28  | Simona de Silvestro    | Andretti         | 1:04.606   | +0.939     | 12 |
| 13   | 27  | Robin Frijns           | Andretti         | 1:04.959   | +1.292     | 13 |
| 14   | 12  | Mike Conway            | Venturi          | 1:05.108   | +1.441     | 14 |
| 15   | 77  | Salvador Duran         | Team Aguri       | 1:05.452   | +1.785     | 15 |
| 16   | 88  | Oliver Turvey          | NEXTEV TCR       | 1:06.166   | +2.499     | 16 |
| 17   | 21  | Bruno Senna            | Mahindra Racing  | 1:07.724   | +4.057     | 17 |
| 18   | 1   | Nelson Piquet, Jr.     | NEXTEV TCR       | Sin Tiempo |            | 18 |

Notas:
- - Las primeras 5 posiciones de la parrilla van a ser determinadas por una Super Pole.

### Super Pole
| Pos. | N.º | Piloto            | Equipo         | Tiempo   | Diferencia | P. |
| ---- | --- | ----------------- | -------------- | -------- | ---------- | -- |
| 1    | 7   | Jérôme d'Ambrosio | Dragon Racing  | 1:03.705 |            | 1  |
| 2    | 8   | Nicolas Prost     | Renault e.Dams | 1:04.013 | +0.308     | 2  |
| 3    | 11  | Lucas di Grassi   | Audi Sport ABT | 1:04.023 | +0.318     | 3  |
| 4    | 66  | Daniel Abt        | Audi Sport ABT | 1:04.335 | +0.630     | 4  |
| 5    | 9   | Sébastien Buemi   | Renault e.Dams | 1:05.183 | +1.478     | 5  |

## Carrera

### Resultados
| Pos. | N.º | Piloto                 | Equipo           | Vtas. | Tiempo/Retirado    | P. | Puntos |
| ---- | --- | ---------------------- | ---------------- | ----- | ------------------ | -- | ------ |
| 1    | 7   | Jérôme d'Ambrosio      | Dragon Racing    | 43    | 48:28.409          | 1  | 28*    |
| 2    | 9   | Sébastien Buemi        | Renault e.Dams   | 43    | +0.106             | 5  | 18     |
| 3    | 8   | Nicolas Prost          | Renault e.Dams   | 43    | +25.537            | 2  | 17*    |
| 4    | 6   | Loïc Duval             | Dragon Racing    | 43    | +26.358            | 7  | 12     |
| 5    | 27  | Robin Frijns           | Andretti         | 43    | +28.477            | 12 | 10     |
| 6    | 2   | Sam Bird               | DS Virgin Racing | 43    | +28.928            | 10 | 8      |
| 7    | 66  | Daniel Abt             | Audi Sport ABT   | 43    | +30.051            | 4  | 6      |
| 8    | 23  | Nick Heidfeld          | Mahindra Racing  | 43    | +36.373            | 8  | 4      |
| 9    | 4   | Stéphane Sarrazin      | Venturi          | 43    | +37.291            | 9  | 2      |
| 10   | 21  | Bruno Senna            | Mahindra Racing  | 43    | +37.603            | 16 | 1      |
| 11   | 88  | Oliver Turvey          | NEXTEV TCR       | 43    | +38.598            | 15 |        |
| 12   | 12  | Mike Conway            | Venturi          | 43    | +38.790            | 13 |        |
| 13   | 1   | Nelson Piquet, Jr.     | NEXTEV TCR       | 43    | +42.351            | 18 |        |
| 14   | 28  | Simona de Silvestro    | Andretti         | 43    | +43.971            | 11 |        |
| 15   | 77  | Salvador Duran         | Team Aguri       | 43    | +1:03.082          | 14 |        |
| 16   | 25  | Jean-Éric Vergne       | DS Virgin Racing | 42    | +1 Vuelta          | 6  |        |
| 17   | 55  | António Félix da Costa | Team Aguri       | 32    | Daños por colisión | 17 |        |
| DSQ  | 11  | Lucas di Grassi        | Audi Sport ABT   | 43    | Descalificado      | 3  |        |

Notas:
- - Tres puntos para el que marco la pole position (Jérôme d'Ambrosio).
- - Dos puntos para el que marco la vuelta rápida en carrera (Nicolas Prost).